# 高井崇志
高井 崇志（たかい たかし、1969年〈昭和44年〉9月26日 - ）は、日本の政治家。郵政・総務官僚。れいわ新選組所属の衆議院議員（4期）、れいわ新選組幹事長（初代）。元旧立憲民主党岡山県連合代表。

## 来歴
北海道函館市生まれ。生い立ちについて高井自身は、決して裕福な家庭ではなかったが、1歳年下の弟と共に質素ながらも幸せに育った、と記している。父が転勤族のため転居を繰り返し、小学校は4度転校。中学校時代に読んだ『官僚たちの夏』に影響を受け、国家公務員を志す。
前橋市立若宮小学校、前橋市立第四中学校、函館ラ・サール高校、東京大学経済学部卒業。卒業論文のテーマが「NTT分離分割論」であったため電気通信行政に関心を持つ。国家公務員I種試験に合格し、郵政省に入省。電気通信局電気通信事業部に配属された。
1997年ドイツ・ミュンスター大学への国費留学。帰国後は、大臣官房総務課行政改革担当係長や新潟県長岡郵便局副局長、総務省情報通信政策局放送政策課課長補佐を経て、2001年～2004年岡山県に出向し同県庁企画振興部情報政策課長。2004年総務省に戻り、企画振興部情報政策課長補佐（NTT担当）を最後に同省を退官した。
2005年1月岡山県選挙区選出の参議院議員・江田五月の秘書となる。2005年、民主党から第21回参議院議員通常選挙における岡山県選挙区の公認内定を受けたが、辞退。岡山市長選へ出馬、同年10月9日の岡山市長選挙で落選。落選後、民主党を離党した。
民主党岡山県総支部連合会が実施した衆議院議員総選挙の候補者公募に合格し、民主党に復党。
2009年8月30日の第45回衆議院議員総選挙に岡山1区から民主党公認で出馬。選挙区では自由民主党の逢沢一郎に敗れるも、重複立候補していた比例中国ブロックで復活し、初当選した。
2011年8月26日、菅直人首相が民主党代表辞任を正式に表明。菅の辞任に伴う代表選挙（8月29日投開票）では馬淵澄夫の推薦人に名を連ねた。
2012年12月16日の第46回衆議院議員総選挙に岡山1区から民主党公認で出馬するも、再び逢沢に敗れ、比例復活もならず落選。
2013年5月21日、民主党を離党。同年7月の第23回参議院議員通常選挙に岡山県選挙区から無所属で出馬し、民主・社民・みどりの風の推薦、新経済連盟などの支援を受けたが、落選。さらに、同年10月の岡山市長選挙に無所属で出馬したが、落選した。
2014年12月の第47回衆議院議員総選挙に際して維新の党公認で岡山1区から出馬。選挙区では逢沢に敗北するものの、重複立候補していた比例中国ブロックで復活し国政復帰を果たす。2016年3月27日、維新の党の解散・民主党との合流に伴い、民進党所属となる。
2017年9月28日、民進党は希望の党への合流を決定。高井は当初は希望の党に公認申請する意向を示していた。10月2日夕方、枝野幸男が新党「立憲民主党」立ち上げを宣言。高井は、希望の党が安全保障法制を容認していることなどについて政策や理念が一致しないと判断。同日夜、枝野に電話で新党参加の意向を伝えた。10月3日、希望の党は衆院選の第1次公認192人を発表。同党が岡山1区に自民党県議の蜂谷弘美を擁立したことが明らかとなった。同日、高井は県政記者クラブで会見し、立憲民主党に公認申請したと表明した。10月22日の第48回衆議院議員総選挙に立憲民主党公認で立候補。約3万票差で再び逢沢に敗れるものの比例復活で3選（惜敗率65.03%）。
2020年4月、新型コロナウイルス特措法に基づく緊急事態宣言の発令後に東京・歌舞伎町の「セクシーキャバクラ」と呼ばれる飲食店で遊興していたことを報じられ、同月14日に離党届を提出したが、立憲民主党は離党届を受理せず、翌15日に除籍処分となった。
10月27日、衆議院会派「国民民主党・無所属クラブ」に入会した。
2021年10月5日、記者会見を開き、第49回衆議院議員総選挙にれいわ新選組公認で滋賀3区から出馬することを発表した。同年10月31日の投開票の結果、11,227票を得票するも供託金没収点（有効得票のうち10%）に届かず落選。
同年12月6日、れいわ新選組の幹事長に就任。
2022年4月14日、第26回参議院議員通常選挙に比例代表で立候補することが発表された。同年7月10日実施の参院選で、れいわ新選組は比例代表に特定枠1人を含め計9人の候補者を擁立した。高井の得票数は、特定枠を除いた比例候補者8人中7位であり、同党が比例で獲得した2議席に届かず落選した。
2024年10月7日、第50回衆議院議員総選挙に埼玉13区で立候補することが発表された。
同年10月9日、自民党は衆議院議員選挙（10月27日執行）の第1次公認候補として、小選挙区265人、比例代表14人の計279人の擁立を発表した。政治資金パーティーをめぐる裏金事件に関係した現職と元職のうち12人を非公認とし、その中に埼玉13区から出馬予定の三ッ林裕巳も含まれた（ほどなく今村洋史が出馬を断念し非公認は11人となる）。
同年10月15日、総選挙が公示され、埼玉13区からは高井、無所属の三ッ林、国民民主党公認の橋本幹彦、日本維新の会公認の中原由棟、日本共産党公認の沢口千枝子、諸派の元職の橋本勉の計6人が立候補した。自民党は裏金問題や統一教会問題、10月23日に発覚した非公認候補への2000万円支給問題などで逆風が吹き荒れた。10月27日の投開票の結果、橋本幹彦が初当選した。無所属の三ッ林は即座に議席を失った。高井は3番目の得票数だったが、れいわ新選組が北関東ブロックで1議席を獲得したことにより、比例復活で返り咲いた。

## 政策・主張

### 憲法

#### 憲法改正
- 2009年

朝日新聞社のアンケートで「どちらとも言えない」と回答。
- 2013年

朝日新聞社のアンケートで「どちらかと言えば賛成」と回答

- 2014年

朝日新聞社のアンケートで「賛成」と回答。
- 2017年

朝日新聞社のアンケートで「どちらかと言えば賛成」と回答
。
- 2021年

NHKのアンケートで「賛成」と回答。
- 2022年

NHKのアンケートで「反対」と回答。
毎日新聞社のアンケートで「反対」と回答。

#### 緊急事態条項
NHKのアンケートで「反対」と回答。

### 外交・安全保障
- 敵基地攻撃能力を持つことについて、2022年のNHKのアンケートで「反対」と回答[41]。
- 普天間基地の辺野古移設について、2022年の毎日新聞社のアンケートで「反対」と回答[42]。
- ロシアは2022年2月24日、ウクライナへの全面的な軍事侵攻を開始した[43]。日本政府が行ったロシアに対する制裁措置についてどう考えるかとの問いに対し、2022年のNHKのアンケートで「厳しすぎる」と回答[41]。同年の毎日新聞社のアンケートで「制裁をより弱めるべきだ」と回答[42]。
- 2022年6月7日、政府は経済財政運営の指針「骨太方針」を閣議決定した。NATO加盟国が国防費の目標としている「GDP比2％以上」が例示され、防衛力を5年以内に抜本的に強化する方針が明記された[44]。「防衛費を今後どうしていくべきだと考えるか」との問いに対し、2022年のNHKのアンケートで回答しなかった[41]。
- 徴用工訴訟問題や慰安婦問題などをめぐり日韓の対立が続くなか、関係改善についてどう考えるかとの問いに対し、2022年の毎日新聞社のアンケートで「互いに譲歩すべきだ」と回答[42]。

### エネルギー関連

#### 原発
- 2012年の言論NPOのアンケートで「将来的に原発はゼロにすべき」と回答[45]
- 2022年のNHKのアンケートで「ゼロにすべき」と回答[41]。

### 社会保障

#### 消費税
- 2009年

朝日新聞社のアンケートで税率引き上げについて「どちらかと言えば賛成」と回答
- 2012年

言論NPOのアンケートで「景気後退が深刻化しない限り、引き上げるべき」と回答。
- 2014年

朝日新聞社のアンケートで「2017年5月以降に引き上げるべき」と回答。
- 2017年

朝日新聞社のアンケートで税率引き上げについて「反対」と回答。
- 2021年

NHKのアンケートで税率の一時的な引き下げは「必要」だと回答。

### その他の政策
- 日本でのカジノ解禁について、2014年の朝日新聞社のアンケートで「どちらかといえば賛成」と回答[38]。
- アベノミクスについて、2022年の毎日新聞社のアンケートで「評価できず、見直すべきだ」と回答[42]。
- 国会議員の被選挙権年齢の引き下げについて、2022年の毎日新聞社のアンケートで「賛成」と回答[42]。
- 選択的夫婦別姓制度の導入について、2022年のNHKのアンケートで「賛成」と回答[41]。
- 同性婚を可能とする法改正について、2022年のNHKのアンケートで「賛成」と回答[41]。
- クオータ制の導入について、2022年のNHKのアンケートで「賛成」と回答[41]。

### 中四国における獣医学部新設支持
- 2016年4月26日の衆院地方創生に関する特別委員会で、「中国・四国地方の獣医師が足りない」として、国家戦略特区を用いるよう主張している[47][48]。4月29日には、自身の公式サイトに「愛媛県今治市に50年ぶりの新設をめざす「獣医学部」について。四国4県の大学には獣医学部が一つも無く、獣医師の偏在が問題になっています。地元の岡山理科大学が力を入れており、「これは何としても実現して欲しい」と山口俊一与党筆頭理事（徳島県選出）とともに、石破大臣[注釈 2]に強くお願いしました」と掲載している[47]。
- 2018年2月26日、森友学園問題、加計学園問題の疑惑解明を求め、2017年6月に野党が要求した臨時国会の召集を安倍内閣が3カ月以上放置したのは違憲だとして、国に110万円の損害賠償を求めて岡山地方裁判所に提訴した。弁護団によると、国会議員の要求による臨時国会の召集を内閣に義務付けた日本国憲法第53条の解釈が争われる初の訴訟[49]。

## その他

### 公選法違反疑惑
2024年11月4日、れいわ新選組のボランティアチームが「高井幹事長の当選祝いを焼き鳥屋さんで行いました。幹事長がこんなに遠くまで来てくださるとは思ってなかったので、驚きと喜びでテンションMAXです」「用意したダルマに、勝手連代表と幹事長で墨を入れました」と投稿を行った。
当選に関する祝賀会は公職選挙法178条で禁止されていることから「公職選挙法違反ではないか？」と批判を受けた高井は「祝賀会ではなく慰労会である」などと反論を行った。

### 人物
- 親の仕送りは一切受け取らず大学時代の4年間NHK受信料集金のアルバイトをして学生生活を送った[4]。
- 総務省放送政策課課長補佐時代には地上デジタル放送実施に向けてのプロジェクトリーダーになり、法案策定に携わる[4]

## 所属団体・議員連盟
- 対中政策に関する国会議員連盟
- 人権外交を超党派で考える議員連盟 [54]

## 選挙歴
| 当落 | 選挙                     | 執行日         | 年齢 | 選挙区       | 政党         | 得票数     | 得票率 | 定数 | 得票順位 /候補者数 | 政党内比例順位 /政党当選者数 |
| ---- | ------------------------ | -------------- | ---- | ------------ | ------------ | ---------- | ------ | ---- | ------------------ | ---------------------------- |
| 落   | 2005年岡山市長選挙       | 2005年10月9日  | 35   | ――           | 無所属       | 5万8165票  | 26.11% | 1    | 3/3                | /                            |
| 比当 | 第45回衆議院議員総選挙   | 2009年08月30日 | 39   | 岡山県第1区  | 民主党       | 10万6269票 | 46.51% | 1    | 2/4                | 2/6                          |
| 落   | 第46回衆議院議員総選挙   | 2012年12月16日 | 43   | 岡山県第1区  | 民主党       | 4万1258票  | 23.00% | 1    | 2/5                | 11/2                         |
| 落   | 第23回参議院議員通常選挙 | 2013年07月21日 | 43   | 岡山県選挙区 | 無所属       | 18万864票  | 24.13% | 1    | 2/4                | /                            |
| 落   | 2013年岡山市長選挙       | 2013年10月6日  | 43   | ――           | 無所属       | 5万6371票  |        | 1    | 2/5                | /                            |
| 比当 | 第47回衆議院議員総選挙   | 2014年12月14日 | 45   | 岡山県第1区  | 維新の党     | 5万6135票  | 34.80% | 1    | 2/3                | 1/1                          |
| 比当 | 第48回衆議院議員総選挙   | 2017年10月22日 | 48   | 岡山県第1区  | 立憲民主党   | 5万6757票  | 34.28% | 1    | 2/3                | 2/2                          |
| 落   | 第49回衆議院議員総選挙   | 2021年10月31日 | 52   | 滋賀県第3区  | れいわ新選組 | 1万1227票  | 7.24%  | 1    | 4/4                | 3/1                          |
| 落   | 第26回参議院議員通常選挙 | 2022年07月10日 | 52   | 参議院比例区 | れいわ新選組 | 1万3326票  |        | 48   | /                  | 8/2                          |
| 比当 | 第50回衆議院議員総選挙   | 2024年10月27日 | 55   | 埼玉県第13区 | れいわ新選組 | 2万2237票  | 12.34% | 1    | 3/6                | 1/1                          |